# Galoisova korespondence
Galoisova korespondence je pojem z obecné algebry a teorie množin a obvykle označuje zobrazení mezi dvěma částečně uspořádanými množinami splňující určité požadavky. Pojem Galoisova korespondence zobecňuje korespondenci mezi podgrupami a podtělesy v Galoisově teorii (pojmenované po francouzském matematikovi Évaristu Galoisovi).

## Definice
Ať X a Y jsou množiny. Ať {\displaystyle {\mathcal {A}}:{\mathcal {P}}(X)\longrightarrow {\mathcal {P}}(Y)} a {\displaystyle {\mathcal {B}}:{\mathcal {P}}(Y)\longrightarrow {\mathcal {P}}(X)}. Pak {\displaystyle ({\mathcal {A}},{\mathcal {B}})} nazveme Galoisovou koresponencí, platí-li:
- {\displaystyle A_{1}\subseteq A_{2}\in {\mathcal {P}}(X)\Rightarrow {\mathcal {A}}(A_{1})\supseteq {\mathcal {A}}(A_{2}),}
- {\displaystyle B_{1}\subseteq B_{2}\in {\mathcal {P}}(Y)\Rightarrow {\mathcal {B}}(B_{1})\supseteq {\mathcal {B}}(B_{2}),}
- {\displaystyle {\mathcal {B}}{\mathcal {A}}(A)\supseteq A} pro {\displaystyle \forall A\in X,}
- {\displaystyle {\mathcal {A}}{\mathcal {B}}(B)\supseteq B} pro {\displaystyle \forall B\in Y.}

Někdy se definuje Galoisova korespondence alternativně následujícím způsobem:
Buď {\displaystyle \phi \subseteq X\times Y}. Definujeme zobrazení {\displaystyle {\mathcal {P}}(X)\longrightarrow {\mathcal {P}}(Y)} takto:
- {\displaystyle A\longmapsto A^{\rightarrow }=\lbrace b\in Y|(a,b)\in \phi ,\forall a\in A\rbrace }
- {\displaystyle B\longmapsto B^{\leftarrow }=\lbrace a\in Y|(a,b)\in \phi ,\forall b\in B\rbrace }.

Podotýkáme, že v anglické literatuře je pojem Galoisova korespondence[ujasnit] vymezen pro pár vzájemně bijektivních zobrazení, zatímco Galoisově korespondenci v širším smyslu odpovídá pojem Galois connection.

### Vlastnosti
Je-li {\displaystyle ({\mathcal {A}},{\mathcal {B}})} Galoisova korespondence množin X a Y, pak platí:
- {\displaystyle {\mathcal {A}}{\mathcal {B}}{\mathcal {A}}(A)={\mathcal {A}}(A)} pro {\displaystyle \forall A\in X,} a symetricky {\displaystyle {\mathcal {B}}{\mathcal {A}}{\mathcal {B}}(B)={\mathcal {B}}(B)} pro {\displaystyle \forall B\in Y.}
- Složená zobrazení {\displaystyle {\mathcal {B}}{\mathcal {A}}} a {\displaystyle {\mathcal {A}}{\mathcal {B}}} jsou uzávěrovými operátory na X a Y.
- Galoisova korespondence poskytuje vzájemně inverzní bijekce {\displaystyle {\mathcal {A}}} a {\displaystyle {\mathcal {B}}} množin {\displaystyle {\mathcal {X}}=\lbrace {\mathcal {A}}(A)|A\in X\rbrace } a {\displaystyle {\mathcal {Y}}=\lbrace {\mathcal {B}}(B)|B\in Y\rbrace }.

## Příklady

### Algebraická geometrie
Korespondence {\displaystyle (\mathbb {I} ,\mathbb {V} )} mezi algebraickými množinami, tj. podmnožinami {\displaystyle \mathbb {A} ^{n}=K\times K\times ...\times K,} kde {\displaystyle K} je těleso, a ideály okruhu polynomů {\displaystyle K[x_{1},x_{2},...,x_{n}]}, taková, že
{\displaystyle \mathbb {I} (X)=\lbrace p\in K[x_{1},x_{2},...,x_{n}]|p(a)=0,\forall a\in X\rbrace ,}
{\displaystyle \mathbb {V} (S)=\lbrace a\in \mathbb {A} ^{n}|p(a)=0,\forall p\in S\rbrace ,}.
S touto Galoisovou korespondencí je těsně spjatá Hilbertova věta o nulách.

### Univerzální algebra
V univerzální algebře se vyskytuje několik důležitých Galoisovych korespondencí:
Nechť {\displaystyle Alg} je množina všech {\displaystyle \Sigma }-algeber, {\displaystyle Eq} je množina všech {\displaystyle \Sigma }-identit, {\displaystyle \phi \subseteq Alg\times Eq} je relace taková, že {\displaystyle ({\underline {A}},s\approx t)\leftrightarrow {\underline {A}}\models s\approx t}. Pak dvojice zobrazení {\displaystyle {\mathcal {K}}\mapsto Id({\mathcal {K}})} a {\displaystyle {\mathcal {E}}\mapsto Mod({\mathcal {E}})}, kde {\displaystyle {\mathcal {K}}\in Alg} a {\displaystyle {\mathcal {E}}\in Eq}, je Galoisovou korespondencí indukovanou relací {\displaystyle \phi }.
Máme-li nějakou množinu {\displaystyle A}, označíme {\displaystyle Op(A)} množinu všech operací na {\displaystyle A}, {\displaystyle Rel(A)} množinu všech relací na {\displaystyle A} a nechť je {\displaystyle \phi \subseteq Op\times Rel} kompatibilita, tj. {\displaystyle (f,R)\Leftrightarrow } {\displaystyle f} je kompatibilní s {\displaystyle R}. Pak Galoisova korespondence indukovaná touto relací poskytuje dvojice zobrazení. Obraz množiny {\displaystyle F\in Op(A)} nazýváme invariantem F a značíme {\displaystyle Inv(F)}, obraz {\displaystyle \Theta \in Rel(A)} nazýváme polymorfismy {\displaystyle \Theta } a značíme {\displaystyle Pol(\Theta )}.